# Los Fresnos, Zacatecas
Los Fresnos är en ort i Mexiko.   Den ligger i kommunen Tlaltenango de Sánchez Román och delstaten Zacatecas, i den centrala delen av landet, 500 km nordväst om huvudstaden Mexico City. Los Fresnos ligger 2 063 meter över havet och antalet invånare är 317.
Terrängen runt Los Fresnos är kuperad åt sydost, men åt nordväst är den platt. Terrängen runt Los Fresnos sluttar västerut. Runt Los Fresnos är det ganska glesbefolkat, med 30 invånare per kvadratkilometer. Närmaste större samhälle är Tlaltenango de Sánchez Román, 11,0 km nordväst om Los Fresnos. I omgivningarna runt Los Fresnos växer huvudsakligen savannskog.